# ČD 470 sorozat
A ČSD 470 sorozat, később a ČD 470 sorozat egy Bo'Bo'+2'2'+2'2'+2'2'+Bo'Bo' tengelyelrendezésű csehszlovák egyenáramú villamosmotorvonat-sorozat. Összesen 2 db épült belőle a Moravskoslezská vagonka Studénka gyárban.